# آورو ۶۲۷ میلپلین
آورو ۶۲۷ میلپلین (به انگلیسی: Avro 627 Mailplane) یک هواپیمای ساختِ کارخانهٔ آورو در کشور بریتانیا است. این هواپیما در ۱۹۳۱ میلادی نخستین پرواز خود را انجام داد.